# Association de la Jeunesse Auxerroise 2018-2019
Questa voce raccoglie le informazioni riguardanti l'Association de la Jeunesse Auxerroise nelle competizioni ufficiali della stagione 2018-2019.

## Rosa 2018-2019
| N. |                        | Ruolo | Calciatore            |
| -- | ---------------------- | ----- | --------------------- |
| 2  | Haiti (bandiera)       | D     | Carlens Arcus         |
| 3  | Francia (bandiera)     | D     | Pierre-Yves Polomat   |
| 4  | Francia (bandiera)     | C     | Mickaël Barreto       |
| 5  | Mauritania (bandiera)  | D     | Abdoul Ba             |
| 7  | Argentina (bandiera)   | C     | Daniel Mancini        |
| 8  | Benin (bandiera)       | C     | Jordan Adéoti         |
| 9  | Francia (bandiera)     | A     | Yanis Merdji          |
| 10 | Francia (bandiera)     | C     | Romain Philippoteaux  |
| 12 | Mali (bandiera)        | C     | Birama Touré          |
| 13 | Francia (bandiera)     | D     | Kenji-Van Boto        |
| 14 | Francia (bandiera)     | A     | Billy Ketkeophomphone |
| 15 | Francia (bandiera)     | D     | Loîc Goujon           |
| 16 | Stati Uniti (bandiera) | P     | Quentin Westberg      |

| N. |                       | Ruolo | Calciatore         |  |
| -- | --------------------- | ----- | ------------------ |  |
| 17 | Comore (bandiera)     | D     | Benjaloud Youssouf |  |
| 18 | Guinea (bandiera)     | A     | Mohamed Yattara    |  |
| 20 | Francia (bandiera)    | D     | Mickaël Tacalfred  |  |
| 21 | Marocco (bandiera)    | C     | Hamza Sakhi        |  |
| 24 | Francia (bandiera)    | D     | Jean Marcelin      |  |
| 25 | Francia (bandiera)    | C     | Julien Féret       |  |
| 26 | Francia (bandiera)    | D     | Samuel Souprayen   |  |
| 28 | Francia (bandiera)    | A     | Nathan Bizet       |  |
| 29 | Francia (bandiera)    | C     | Rémy Dugimont      |  |
| 30 | Madagascar (bandiera) | P     | Sonny Laiton       |  |
| 31 | Francia (bandiera)    | C     | Lamine Fomba       |  |
| 32 | Francia (bandiera)    | D     | Issa Samba         |  |
|    | Francia (bandiera)    | P     | Mathieu Michel     |  |